# Нардодипаче
Нардодипа̀че (на италиански: Nardodipace, на местен диалект Narduepaci, Нардуепачи) е село и община в Южна Италия, провинция Вибо Валентия, регион Калабрия. Разположено е на 1080 m надморска височина. Населението на общината е 1359 души (към 2012 г.).